# Verzorgingsplaats De Koggen
Verzorgingsplaats De Koggen is een Nederlandse verzorgingsplaats langs de A7 Zaandam-Bad Nieuweschans tussen afritten 7 en 8 nabij Hoorn in diezelfde gemeente.
Bij de verzorgingsplaats zijn geen voorzieningen aanwezig.